# Carolina Pavanelli
Carolina Cancio Pavanelli Moura, mais conhecida como Carolina Pavanelli (Rio de Janeiro, 19 de fevereiro de 1987) é uma educadora e executiva brasileira, tendo atuado como atriz mirim na infância. Estreou em telenovelas em 1993 como protagonista da novela Sonho Meu quando tinha seis anos de idade.
Carolina fez muitas participações em especiais da Rede Globo, entre eles, Criança Esperança, uma vez sendo uma das apresentadoras infantis e nas outras participando, participou dois anos seguidos do “Especial Natal da Xuxa. Participou várias vezes do programa Angel Mix,da TV Colosso, Vídeo Show, Os Trapalhões. Além das várias participações no Domingão do Faustão,da qual também fez  a participação no programa de comemoração de 10 anos do programa, ela ainda participou do Fantástico e do Jornal Hoje.
Na década de 2010, formou-se em Comunicação Social com habilitação em cinema na Universidade Federal Fluminense e passou a trabalhar como professora de Língua Portuguesa e Redação no Colégio Pensi. Atualmente, Carolina é diretora pedagógica da Plataforma de Ensino Eleva, da SOMOS Educação, é professora de Redação para o Ensino Médio e ministra palestras sobre educação em todo o Brasil. Em 2022, obteve o título de mestre pela FGV-CPDOC (Fundação Getúlio Vargas), com dissertação a respeito do ensino de cidadania na Educação Básica no Brasil

## Trabalhos

### Filmografia
- 1993:Sonho Meu - como Maria Carolina Lins Vieira (Laleska) (Telenovela) (Rede Globo)[2]
- 1996:Quem é Você? - como Daniela (Rede Globo)[2]
- 1997:Malhação[1]- como Rafaela (Rede Globo)
- 1998:Meu Bem Querer[1] - como Bisteca (Telenovela) (Rede Globo)

### Outros
- 1996: Pobre Menina Rica (Você Decide) (Rede Globo) (no qual protagonizou o episódio que foi baseado na história “O Príncipe e o Mendigo” fazendo dois personagens)
- 1996: A Pequena Herdeira (Você Decide) (Rede Globo) (na qual foi protagonista também, fazendo a personagem “Isa”)
- 1996 : Participou do programa Os Trapalhões
- 1996: Particpou do especial de fim de ano da Xuxa
- 1997: A Pestinha (Você Decide) (Rede Globo)
- 1998: Caça Talentos como Carolina (Rede Globo)
- 1998: Veneno Ambiente (Você Decide) (Rede Globo)
- 1998: A volta por cima (Você Decide) (Rede Globo)
- 1998:Programa do Chico Anísio no episódio “O Belo e as Feras”
- 1998: Aconteceu no Natal (Você Decide) (Rede Globo)
- 2002: Foi apresentadora do programa "República" com o quadro BLZ  (TVE)
- 2004: Apareceu no Fantástico no quadro "Quem é?"
- 2007: Participou no dia 18/06 no programa Ao Ponto do canal Futura, apresentado pelo psiquiatra Jairo Bouer  no episódio O Mundo da imagem
- 2009: Participou do último episódio na série A lei e o Crime, na Rede Record, com a personagem Aninha.

### Cinema
- Curtametragem - O Detector de Mentiras
- Produziu e dirigiu o curta “Pensando Bem” em 2005, curta selecionado para o “Festival do Minuto Vivo Universitário” de 2005
- Foi a 2° assistente de direção no curta “Memórias”, de Cláudio Vinícius Peixoto
- Foi assistente de arte no curta “O cara Errado”.

## Teatro
- Fofíssimas Ladies Shows (Onde interpretou cerca de 10 personagens)

## Livro
- Escreveu em 1997 o livro "Sonhos de Criança", publicado pela Editora Letras e Expressões. (escreveu o livro com apenas dez anos de idade)
- Escreveu em 2011 o livro "Longe de Alguém tão Perto", publicado pela Editora Multifoco.

## Curiosidades
- Participou do CD da peça "A Menina e o Vento", do qual fazia a voz da menina.
- É grande colecionadora de tudo que se relacione a Marilyn Monroe.
- Escreveu um artigo para a UNESCO, que foi publicado em um livro da ONU sobre Pobreza e Desigualdade do Brasil, traduzido em 3 línguas para mais de 100 países.

## Prêmios
- Revelação do ano de 1993 , oferecido pelo Domingão do Faustão[2]
- Destaque do Ano de 1994  ,oferecido pelo Domingão do Faustão[2]
- Prêmio Contigo de melhor atriz-mirim, pela "Daniela" de Quem é você.[2]
- Prêmio Cassiano Gabus Mendes, oferecido pelo Vídeo Show